# The Suzannes
The Suzannes was een punkband uit Enschede die opereerde van 1976 tot  '78. Beïnvloed door The Ramones noemden ze zichzelf naar het nummer Suzanne van Leonard Cohen dat in een punkversie op hun repertoire stond. Kenmerkend voor hun optredens was het strak achter elkaar door spelen van alle nummers.
Ze maakten één ep op het '1000 Idioten Label' met zes nummers (in twee uitvoeringen, onder andere New disease sells 2000 copies in Europe) waarvan "Teenage Abortion" het bekendste nummer is. Ze traden buiten Enschede onder andere op in Paradiso en in de Stokvishallen in het voorprogramma van Ultravox.
Kenmerkend voor de Suzannes was het veranderen van hun eigen voornamen in Suzanne.
Belangrijkste bandlid was Suzanne Ron da Costa, de enige niet-muzikant die op de ep's genoemd wordt. 
Zanger van de band was Suzanne 'Fedde' van der Spoel, gitarist Suzanne 'Loek' Stolwijk, bassist Suzanne 'Dick' Pekelharing en drums Suzanne 'Klaas' Sikkema.